# سيرجيو نارفيز
سيرجيو نارفيز (بالإسبانية: Sergio Narváez)‏ هو لاعب كرة قدم إسباني في مركز نصف الجناح، ولد في 11 يوليو 1985 في شريش في إسبانيا. لعب مع راسينغ كلوب بورتوينسي ونادي خيريث ونادي سبتة ونادي فييانوفينسي.

## وصلات خارجية
- سيرجيو نارفيز على موقع قاعدة بيانات كرة القدم.إي يو (الإنجليزية)
- سيرجيو نارفيز على موقع Soccerway.com (الإنجليزية)
- سيرجيو نارفيز على موقع AS.com (الإسبانية)